# Phegopteris sturmii
Phegopteris sturmii là một loài dương xỉ trong họ Thelypteridaceae. Loài này được Phil. mô tả khoa học đầu tiên năm 1896.
Danh pháp khoa học của loài này chưa được làm sáng tỏ. 